# The No WTO Combo
The No WTO Combo — американская супергруппа из Сиэтла, штат Вашингтон, образованная Кристом Новоселичем в 1999 году и просуществовавшая всего около недели. Первый концерт коллектива, по идее, должен был состояться 30 ноября в сиэтлском клубе «Showbox», в ночь перед Конференцией министров Всемирной торговой организации, но концерт был отменен из-за того, что клуб оказался в зоне комендантского часа, установленным полицией, поэтому концерт перенесли на следующий день. Выступление стало одним из первых концертов Кима Тайила после распада Soundgarden, и вторым появлением Джелло Биафры в качестве вокалиста со времен распада Dead Kennedys в 1986 году. Позже Новоселич попросил Джека Эндино смикшировать запись выступления, которая вышла 16 мая 2000 года на лейбле Биафры Alternative Tentacles под названием Live from the Battle in Seattle.

## Участники группы
- Джелло Биафра — вокал
- Ким Тайил — гитара
- Крист Новоселич — бас-гитара
- Джина Мейнвол — ударные, бэк-вокал